# Чикунгунья
Вирус Чикунгунья (англ. Chikungunya virus, CHIKV, от глагола языка кимаконде «стать искривлённым») — арбовирус рода Alphavirus семейства тогавирусов (Togaviridae), передающийся посредством укусов комаров рода кусак. Получить заражение можно на Индийском субконтиненте, в Африке и Азии, в настоящее время комары-переносчики распространились также в Европе и Северной Америке. Первая европейская вспышка заболевания чикунгуньей была в Италии. С августа 2015 года заболевание активно распространяется в Мексике, Гватемале.

## Симптомы
Инкубационный период вируса длится несколько дней. Характерен внезапный подъем температуры тела до 40  °C, часто сопровождаемый сильными болями в суставах, а также мышечная и головная боль, тошнота, слабость, сыпь. Суставная боль часто очень сильная и обычно проходит через несколько дней или недель. В большинстве случаев пациенты выздоравливают, однако боли могут продолжаться несколько месяцев и даже лет. Зарегистрированы отдельные случаи с глазными, неврологическими, сердечными осложнениями и нарушением деятельности желудочно-кишечного тракта. К серьёзным осложнениям заболевание приводит редко, однако  у пожилых возможен смертельный исход. Часто протекает с незначительными симптомами, поэтому инфекция может быть не выявлена, а в регионах распространения лихорадки денге возможен неправильный диагноз из-за схожести симптомов чикунгуньи и лихорадки денге.

## Передача

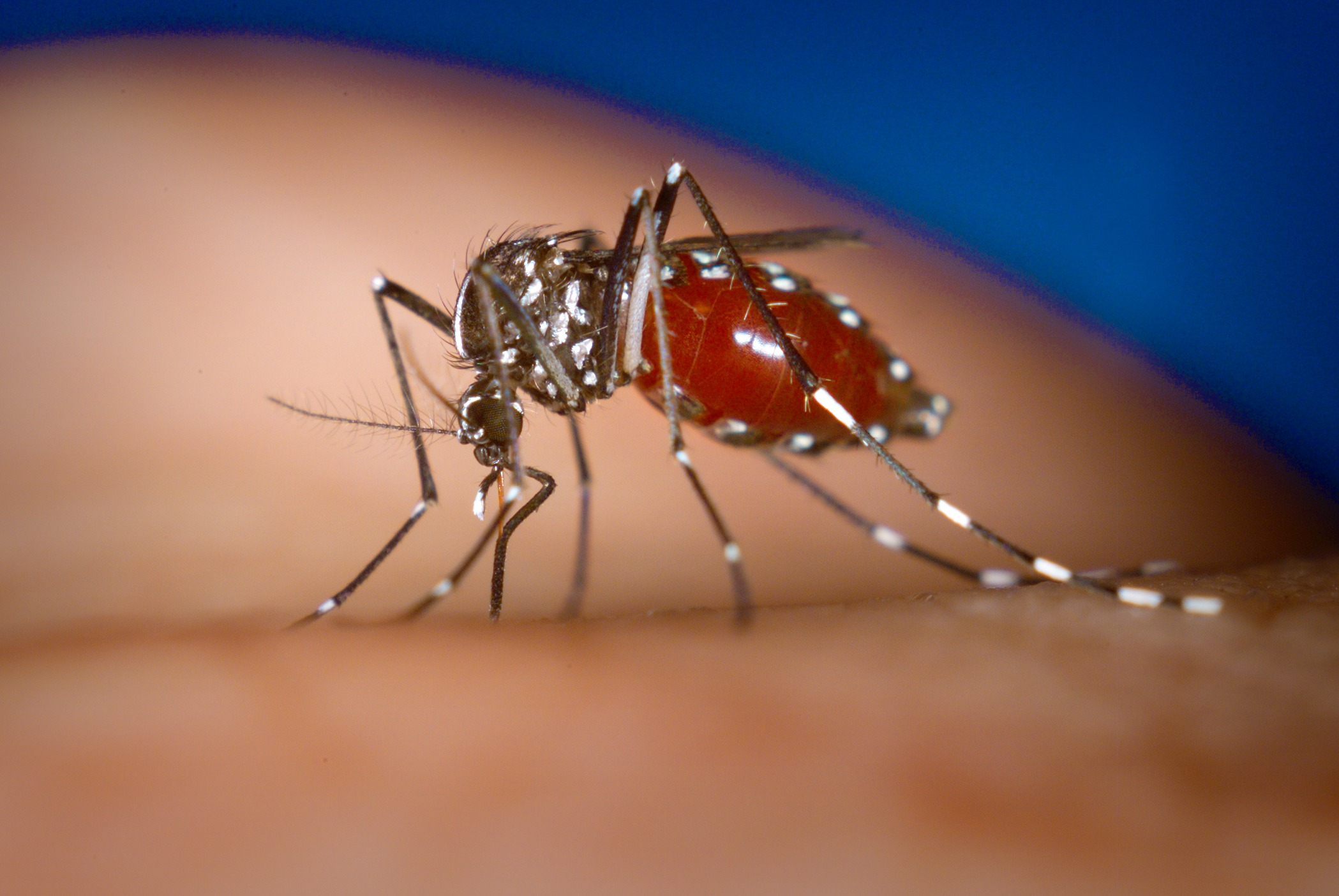
Один из переносчиков чикунгуньи — комар вида Aedes albopictus

Вирус передается от человека человеку через укусы инфицированных самок комаров. В основном переносчиками являются виды Aedes aegypti и Aedes albopictus (они переносят также и многие другие заболевания). Эти комары могут кусать на протяжении всего светлого времени суток; пик агрессивности — раннее утро и конец второй половины дня. Оба вида кусают вне помещения, но A. aegypti может и в помещении.
В среднем болезнь появляется на 4—8 день после укуса инфицированным комаром, но инкубационный период может составлять от 2 до 12 дней.
В Африке в передаче болезни задействованы также и некоторые другие виды комаров, включая виды из группы A. furcifer-taylori и A. luteocephalus. Имеются фактические данные о том, что переносчиками могут быть некоторые животные, включая приматов.

## Диагностирование
При диагностировании вируса могут использоваться различные методы. Серологические тесты, например, иммуносорбентный анализ с применением фиксированных ферментов (ELISA), в состоянии определить присутствие антител к вирусу чикунгуньи IgM и IgG. Самые высокие уровни присутствия антител IgM достигаются через 3—5 недель после завершения инкубационного периода и сохраняется в течение 2-х месяцев. Вирус можно изолировать в течение первых дней после попадания его в кровь. Есть различные методы полимеразной цепной реакции с обратной транскриптазой (ПЦР-ОТ), но сама чувствительность этих методов различна, а некоторые из них подходят и для клинического диагностирования. Получены из клинических образцов продукты ПЦР-ОТ бывают также использованы для генотипирования вируса, что в свою очередь позволяет сравнивать образцы вирусов из различных географических районов.

## Лечение
Особых лекарств в борьбе с болезнью нет. Лечение направлено в основном на облегчение болей, главным образом в суставах. 
В связи с этим актуальны разработки терапевтических и профилактических препаратов против вируса Чикунгунья на основе биологических индукторов интерферонов, инактивированного антигена вируса.   

## Борьба и профилактика
Близость человеческого жилья к местам размножения комаров-переносчиков является значительным фактором риска заболевания переносимыми ими болезнями, в том числе и чикунгуньей. Основой профилактики и борьбы против этих комаров является уменьшение естественных и искусственных водоёмов и ёмкостей, являющихся их местом обитания и размножения. Во время вспышек болезни можно распылять инсектициды для уничтожения взрослых комаров, обработки поверхностей внутри и вокруг ёмкостей, на которые садятся комары, а также обработки воды в ёмкостях для уничтожения личинок.
В целях защиты от чикунгуньи следует носить одежду, которая максимально закрывает кожу от укусов в дневное время. Можно открытые участки опрыскивать репеллентами в строгом соответствии с указаниями, содержащимися в аннотациях. Репелленты должны содержать диэтилтолуамид, IR3535 (3-[N-ацетил-N-бутил]-этиловый эфир аминопропионовой кислоты) или икаридин (1-пипеколиновая кислота, 2-(2-гидроксиэтил)-1-метилпропиловый эфир). Для людей, спящих в дневное время, в особенности для маленьких детей, больных и пожилых людей, хорошей защитой могут стать обработанные инсектицидом противомоскитные сетки. Различные распылители также могут стать возможной защитой.

## Вакцинация
В ноябре 2023 года Управление по контролю качества пищевых продуктов и лекарственных средств США (FDA) одобрило первую вакцину против лихорадки чикунгуньи. Вакцину можно применять у лиц старше 18 лет, которые подвергаются повышенному риску заражения вирусом чикунгунья. Сообщение об одобрении опубликовано на сайте ведомства: https://www.fda.gov/news-events/press-announcements/fda-approves-first-vaccine-prevent-disease-caused-chikungunya-virus По состоянию на начало 2023 года были известны по крайней мере около 25 разработок препаратов для профилактики лихорадки Чикунгунья, которые исследовались на стадии доклинических исследований, среди них инактивированные вакцины, живые вакцины, субъединичные вакцины, вакцины на основе вирусоподобных частиц, векторные вакцин, ДНК-вакцины. Семь разработок находятся на разных стадиях клинических исследований: живые аттенуированные вакцины (4 препарата), инактивированный (1 препарат), содержащий вирусоподобные частицы (1 препарат) и созданный на основе мРНК (1 препарат).    

## Вспышки болезни

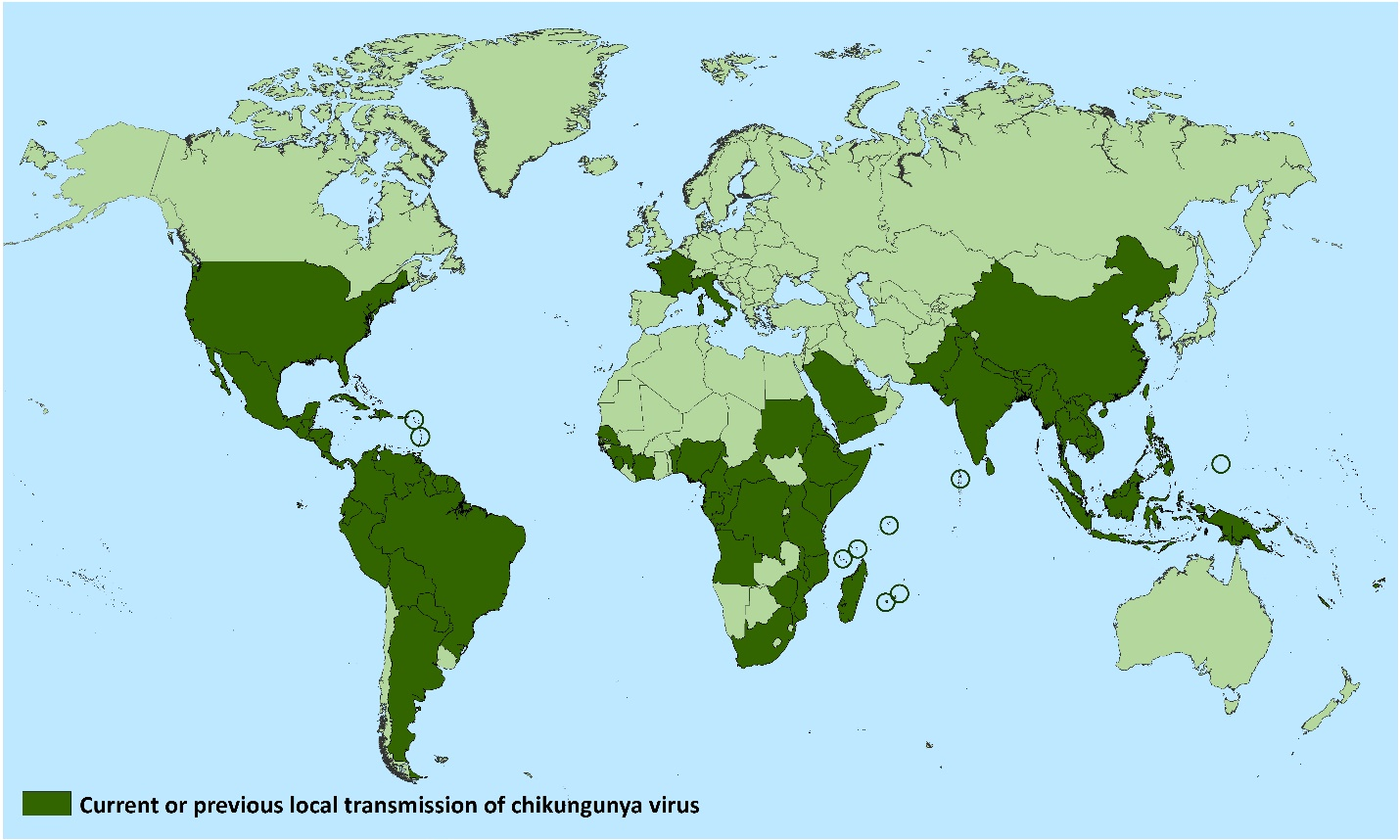
Географическое распространение вируса чикунгуньи (2019)

На протяжении некоторого времени уровень инфицирования людей в Африке оставался относительно низким, но крупная вспышка произошла в Демократической Республике Конго (в 1999—2000 году) и ещё одна в Габоне (в 2007 году). Также крупная вспышка произошла на островах Индийского океана. С нею было связано большое число завезённых в Европу случаев заболевания, главным образом в 2006 году, когда эпидемия в Индийском океане достигла пика. Крупная вспышка в Индии, произошедшая в 2006 и 2007 годах, охватила также близлежащие страны Юго-Восточной Азии. Первая европейская вспышка чикунгуньи была зарегистрирована на северо-востоке Италии.
В мае 2014 года вспышка была зарегистрирована в Америке.
В начале 2015 года вирус зафиксирован в городе Картахена, Колумбия. Изолированы в карантин несколько кварталов города.
В мае-июне 2015 года вспышка болезни зафиксирована в департаменте Киндио республики Колумбия. Департамент включает знаменитый «кофейный треугольник», города Кали.
В сентябре 2017 года зарегистрирована вспышка в Лацио, Италия.
В I квартале 2018 г. зарегистрирована вспышка в штате Рио-де-Жанейро (Бразилия).
В июле-августе 2025 года появились сообщения о стремительном росте   количествоа заражений вирусом в китайской провинции Гуандун — более 7000 случаев. В ответ правительство Китая объявило о внедрении «решительных и жестких мер», чтобы не допустить дальнейшего распространения инфекции.